# Хмелевка (Тульская область)
Хмелевка — деревня в Тульской области России.
В рамках административно-территориального устройства входит в Иван-Озерский сельский округ Новомосковского района, в рамках организации местного самоуправления входит в муниципальное образование город Новомосковск со статусом городского округа.

## География
Расположена на реке Дон, у восточной окраины города Новомосковска и у северной окраины города Донской.

## Население
| 2002 | 2010 |
| ---- | ---- |
| 138  | ↘110 |

## История
Административно-территориальная принадлежность
- 14 января 1929 — 2 ноября 1931 года — деревня Колодезного сельсовета Узловского района Центрально-Промышленной (до 3 июня 1929 года) и Московской (с 3 июня 1929 года) области РСФСР СССР.
- 2 ноября 1931 — 27 декабря 1933 года — деревня Колодезного сельсовета города Бобрики Московской области РСФСР СССР.
- 27 декабря 1933 — 26 сентября 1937, 20 декабря 1942 — 4 декабря 1952 года — деревня Колодезного сельсовета города Сталиногорска Московской области РСФСР СССР.
- 26 сентября 1937 — 20 декабря 1942 года — деревня Колодезного сельсовета города Сталиногорска Тульской области РСФСР СССР.
- 4 декабря 1952 — 27 марта 1957 года — деревня Иван-Озерского сельсовета города Сталиногорска Московской области РСФСР СССР.
- 27 марта 1957 — 1 августа 1958 года — деревня Иван-Озерского сельсовета города Сталиногорска Тульской области РСФСР СССР.
- 1 августа 1958 — 13 ноября 1961 года — деревня Иван-Озерского сельсовета Сталиногорского района Тульской области РСФСР СССР.
- 13 ноября 1961 — 1 февраля 1963, 13 января 1965 — 26 декабря 1991 года — деревня Иван-Озерского сельсовета Новомосковского района Тульской области РСФСР СССР.
- 1 февраля 1963 — 13 января 1965 года — деревня Иван-Озерского сельсовета Новомосковского сельского района Тульской области РСФСР СССР.
- 26 декабря 1991 — 22 февраля 1994 года — деревня Иван-Озерского сельсовета Новомосковского района Тульской области РФ.
- С 22 февраля 1994 года по настоящее время — деревня Иван-Озёрского сельского округа Новомосковского района Тульской области РФ.